# Vorarlberg
Vorarlberg és un dels nou estats federats en què està dividida Àustria. Té una superfície de 2.601 km² i una població de 491.699 habitants (2012). Limita al N amb Alemanya (estat de Baviera) i el llac Constança; a l'E, amb l'estat del Tirol; al S i al NO, amb Suïssa (al S amb el cantó de Grisons i al NO, amb el cantó de Sankt Gallen); i a l'O, en 35 km amb Liechtenstein.
La capital de Vorarlberg és Bregenz (28.000 habitants), encara que Dornbirn (47.000 habitants) i Feldkirch (31.000 habitants) tenen poblacions més grans. Vorarlberg també es diferencia pel fet que és l'únic estat d'Àustria on el dialecte local no és l'austrobavarès, sinó un dialecte alamànic; per tant, té més en comú culturalment amb els seus veïns de parla alamànica —com Suïssa, Liechtenstein i Suàbia— que amb Baviera i la resta d'Àustria.
Administrativament està dividit en quatre districtes:
- Bregenz
- Dornbirn
- Feldkirch
- Bludenz

## Geografia

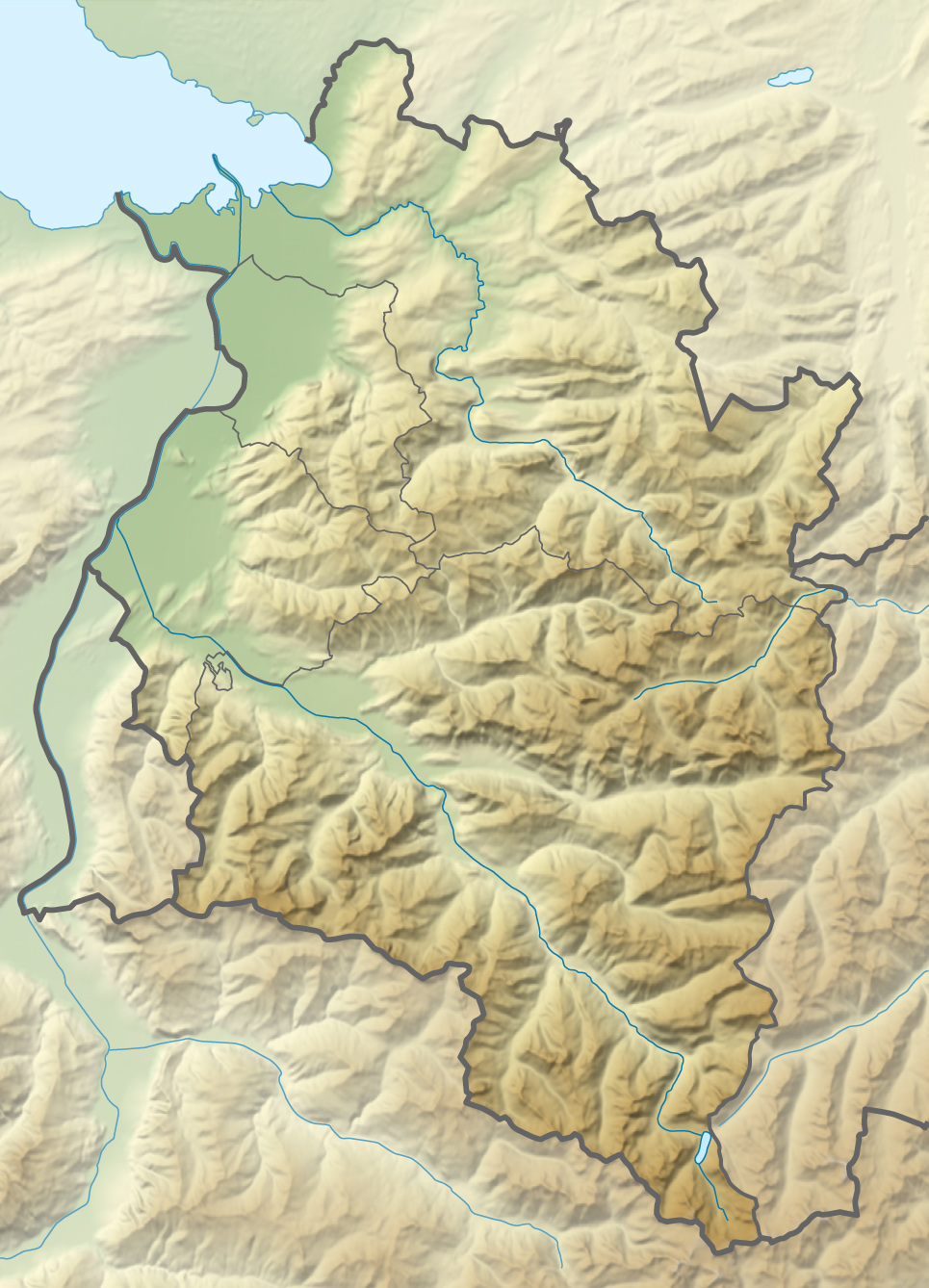
Mapa de relleu de Vorarlberg

És travessat per l'Ill, afluent del Rin (frontera occidental amb Suïssa); per l'Ach de Bregenz, tributari del llac de Constança; i pels cursos superiors del Lech i de l'Iller, afluents del Danubi. El relleu és muntanyós al S, de roques esquistosocristal·lines al Rätikon i calcàries als Alps de Silvretta. El clima és continental alpí, amb hiverns freds i precipitacions abundants.

## Història
Fins al 1375, Vorarlberg era format per molts comtats. Els Habsburg els van anar adquirint al llarg dels anys, començant per Feldkirch; i continuant per Bludenz, Bregenz i, finalment, Lustenau el 1814. En un referèndum celebrat el 1919, a les acaballes de la Primera Guerra Mundial i el posterior desmantellament de l'Imperi Austrohongarès, gairebé el 80% dels habitants de Vorarlberg varen elegir pertànyer a Suïssa; però, a causa de la reticència dels helvètics cap al projecte, només un segle després del conflicte polític i sectari de la guerra de Sonderbund —que empenyia cap a un equilibri relativament precari entre els llatins (Romandia, la Suïssa Italiana, romanx) i els suïssos alemanys, catòlics i protestants o liberals i conservadors—, els redactors del Tractat de Saint-Germain-en-Laye no ho van tenir en compte.
Del 1945 al 1955, Vorarlberg va ser ocupada i administrada per França, seguint els acords de l'ocupació aliada d'Àustria.

## Economia
Vorarlberg és una de les regions industrials més antigues d'Àustria; i segueix sent la més industrialitzada i rica del país, amb una indústria orientada a l'exportació (70% aproximadament). La indústria tèxtil ha perdut la seva importància en favor de la mecànica de precisió, la electrònica i el turisme (sobretot Lech, Zürs am Arlberg, Montafon, Bregenzerwald Kleinwalsertal). Molts dels seus habitants fronterers treballen a Suïssa i Liechtenstein. Actualment, els recursos econòmics deriven en primer lloc dels serveis (especialment dels esports d'hivern), que els anys noranta aportaven prop del 50% del PIB del land.
La producció d'electricitat, principalment hidroelèctrica, és un dels sectors clau de l'economia de Vorarlberg. Es destina essencialment a cobrir els pics de consum. Compten amb un acord amb Baden-Württemberg, per traspassar la potència disponible en casos de demanda màxima. El 2003, Vorarlberg va ser la primera àrea a Europa on es produeix més energia renovable que la que realment es consumeix localment. Aquest corrent "verd" fou exportat a Alemanya, a Suïssa i a altres estats federats d'Àustria. Illwerke AG és la principal empresa elèctrica de Vorarlberg (75%), i la seva producció és principalment d'energia hidroelèctrica. Els embassaments es troben darrere del Montafon.

## Personatges il·lustres
- Haimo Leopold Handl (1948): politòleg, editor, artista i escriptor.